# San Carlos (California)
San Carlos es una ciudad en el condado de San Mateo, California en la península de San Francisco. Es un suburbio residencial pequeño situado entre Belmont al norte y Redwood City al sur. El código postal de San Carlos es 94070, y está dentro del código del área 650. La población era 30,722 en el censo 2020.

## Vida contemporánea
San Carlos, “la ciudad de la buena vida”, punterías para una sensación de la “ciudad pequeña”. Su centro de la ciudad principal se compone sobre todo de tiendas y de restaurantes pequeños. San Carlos fue la primera ciudad en California en abrir una Charter School (San Carlos Charter Learning Center), y sus escuelas alinean constantemente bien en listas estatales.
San Carlos es casero al aeropuerto de San Carlos y museo del aire de Hiller, un museo especializándose en helicópteros e historia de la aviación. contiene una reproducción del primer avión para volar, del avión con de nariz la sección lo más de largo posible registrada wingspan, y del Boeing 747. También contiene las jefaturas administrativas de SamTrans y de Caltrain.

## Geografía
San Carlos está situado en 37°29 el ″ N, 122°15 ″ W (37.499187, -122.263278) del ′ 57 del ′ 48 GR1. Según la oficina de censo de Estados Unidos, la ciudad tiene un área total de 15.4 kilómetros de ² (² de 5.9 millas). 15.3 kilómetros de ² (² de 5.9 millas) de él son tierra y 0.17% es agua.

## Demografía
A la fecha el censoGR2 del 2000, había 27.718 personas, 11.455 casas, y 7.606 familias que residían en la ciudad. La densidad demográfica era ² del 1,807.8/km (² 4,685.1/mi). Había 11.691 unidades de cubierta en una densidad media del ² de los 762.5/km (² 1,976.1/mi). La división racial de la ciudad era 82.34% blancos, 1.65% afroamericanos, 0.79% americanos nativos, 8.67% asiáticos, 0.70% isleños pacíficos, 3.40% de otras razas, y 4.85% a partir de dos o más razas. Hispanos o Latinos de cualquier raza era 8.90% de la población.

## Educación
Las escuelas primarias y medias públicas del Distrito Escolar de Redwood City sirven una parte de la ciudad.

La Biblioteca del Condado de San Mateo tiene la Biblioteca de San Carlos.